# Río Charles
El río Charles (en inglés: Charles River) es un río del estado de Massachusetts, Estados Unidos, que fluye en dirección noreste desde su nacimiento en Hopkinton hasta desaguar en el puerto de Boston, golfo de Maine, océano Atlántico. Tiene una longitud de 129 km y en su último tramo forma frontera entre Boston (orilla derecha) y Cambridge (orilla izquierda).
Cruza 58 ciudades y su cuenca, muy urbanizada, se extiende sobre 798 km². El nivel de contaminación de sus aguas le ha hecho objeto de una atención muy especial por parte de las autoridades. Varios campus universitarios ocupan estas dos orillas: Harvard, Universidad de Boston, Brandeis University y el prestigioso Massachusetts Institute of Technology.

## Historia
Durante la época precolombina, los amerindios utilizaban el río Charles para el transporte y la pesca. En el siglo XVII, John Smith le da su nombre actual en honor de rey Carlos I de Inglaterra. Con la fundación y luego el desarrollo de la ciudad de Boston, se desvían sus aguas (canal de Mother Brook) para abastecer los molinos y obtener así la  energía indispensable para las fraguas y para la industria textil. En el siglo XIX, los bordes del río en unos 30 kilómetros fueron acondicionados por los paisajistas Charles Eliot y Arthur Shurcliff, alumnos del famoso Frederick Law Olmsted. Diseñan veinte parques y superficies naturales desde el Puente Charlestown  en la Plaza Watertown.
El poeta español de la generación del 27, Dámaso Alonso, le dedicó un poema titulado "A un río le llamaban Carlos", que comienza:

Yo me senté en la orilla:

quería preguntarte, preguntarme tu secreto;
convencerme de que los ríos resbalan hacia un anhelo y viven;
y que cada uno nace y muere distinto (lo mismo que a ti te llaman Carlos).
Quería preguntarte, mi alma quería preguntarte
por qué anhelas, hacia qué resbalas, para qué vives.
Dímelo, río,

y dime, di, por qué te llaman Carlos.

## Puentes, túneles y embalses
Los puentes y túneles siguientes están ordenados de este a oeste : 
- Charlestown Bridge, 1900
- Charles River Dam, 1978
- Warren Bridge, 1828 (demolido en 1962)
- Charlestown High Bridge, 1956 (demolido en 2004)
- Leonard P. Zakim Bunker Hill Bridge, 2003
- Leverett Circle Connector Bridge, 1999
- Haymarket North Extension (túnel), 1975
- Charles River Bridge, 1931
- Lechmere Viaduct, 1912
- Charles River Dam Bridge, 1910
- Longfellow Bridge, 1907
- Harvard Bridge, 1891
- Boston University Bridge, (antiguo Cottage Farm Bridge) 1928
- Grand Junction Railroad
- River Street Bridge, 1926
- Western Avenue Bridge, 1924
- John W. Weeks Bridge, 1926
- Anderson Memorial Bridge, 1912
- Eliot Bridge, 1950
- Arsenal Street Bridge, 1925
- North Beacon Street Bridge (US 20) 1917
- Watertown Bridge, vers 1907
- Watertown Dam, vers 1634

## Galería

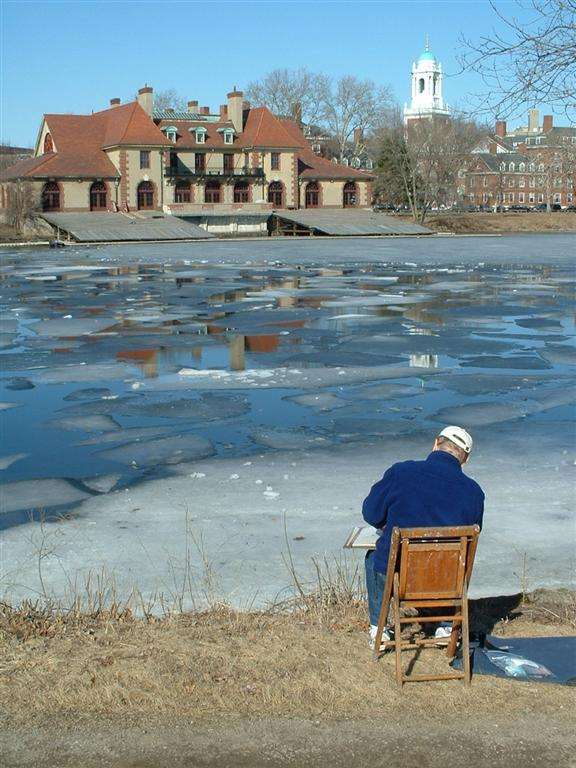
El río Charles en el campus de la Universidad de Harvard en Cambridge.
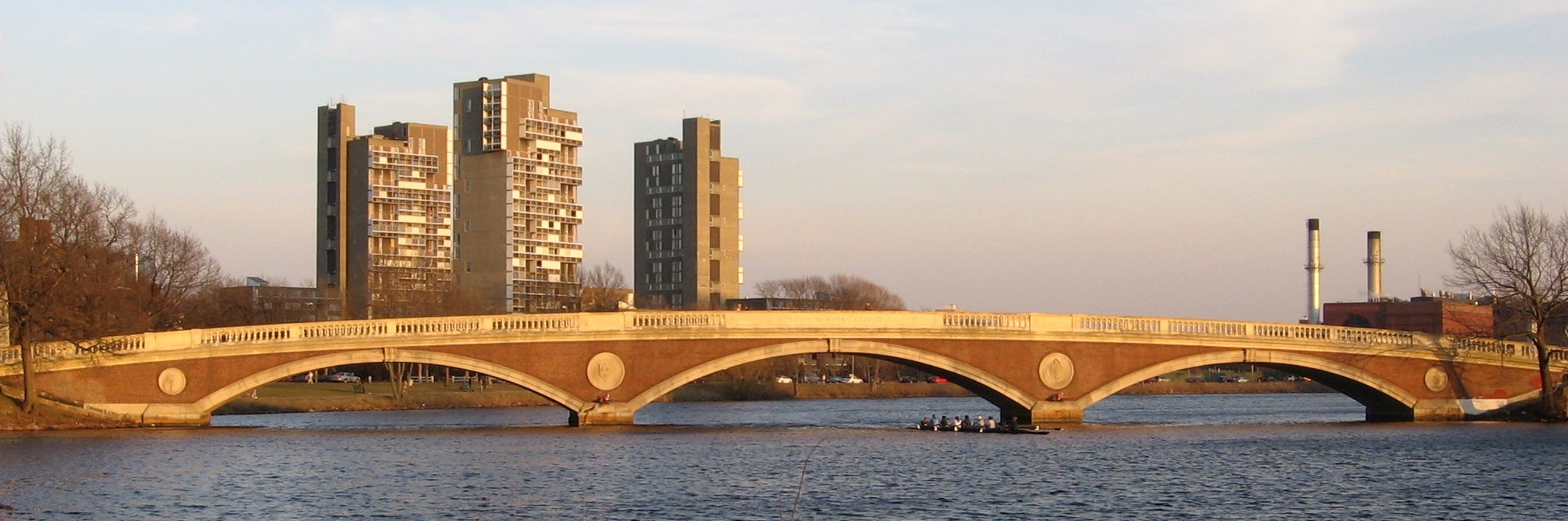
El puente John W. Weeks.
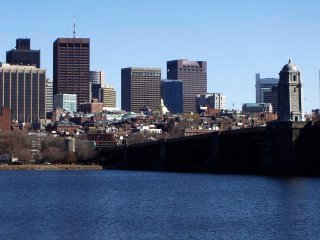
Vista del perfil de Boston
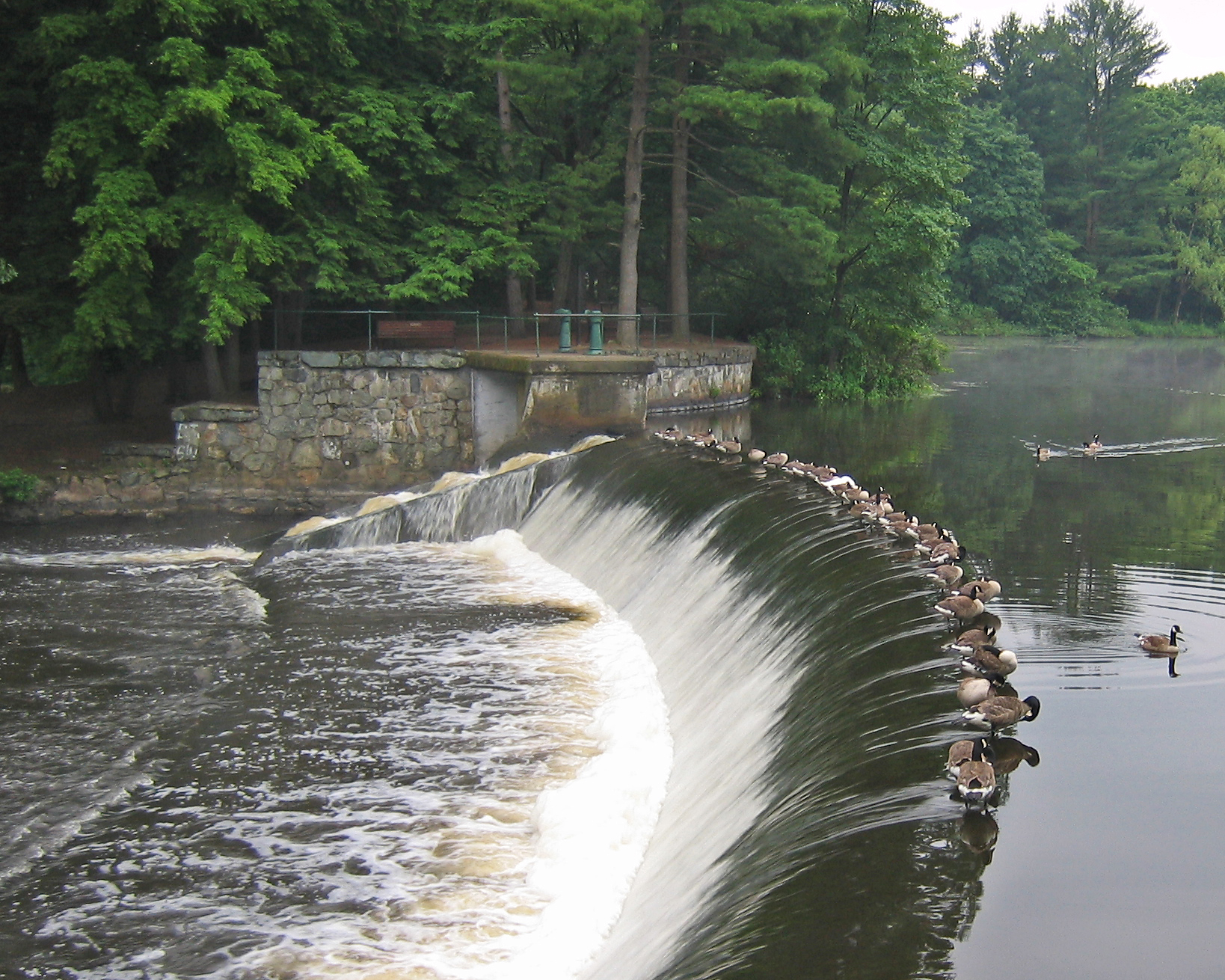
Compuertas del río Charles en su parte alta
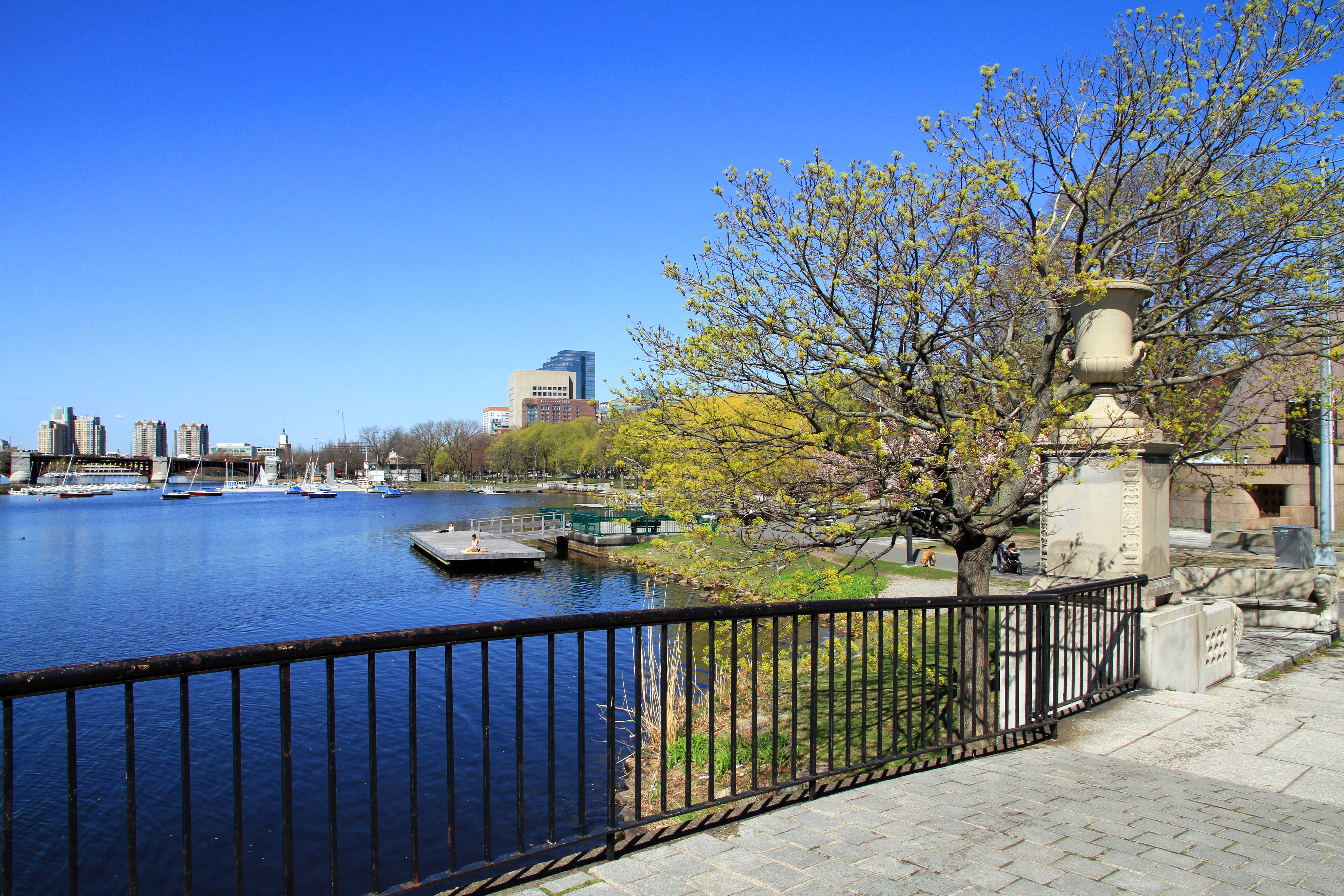
Explanada del Río Charles
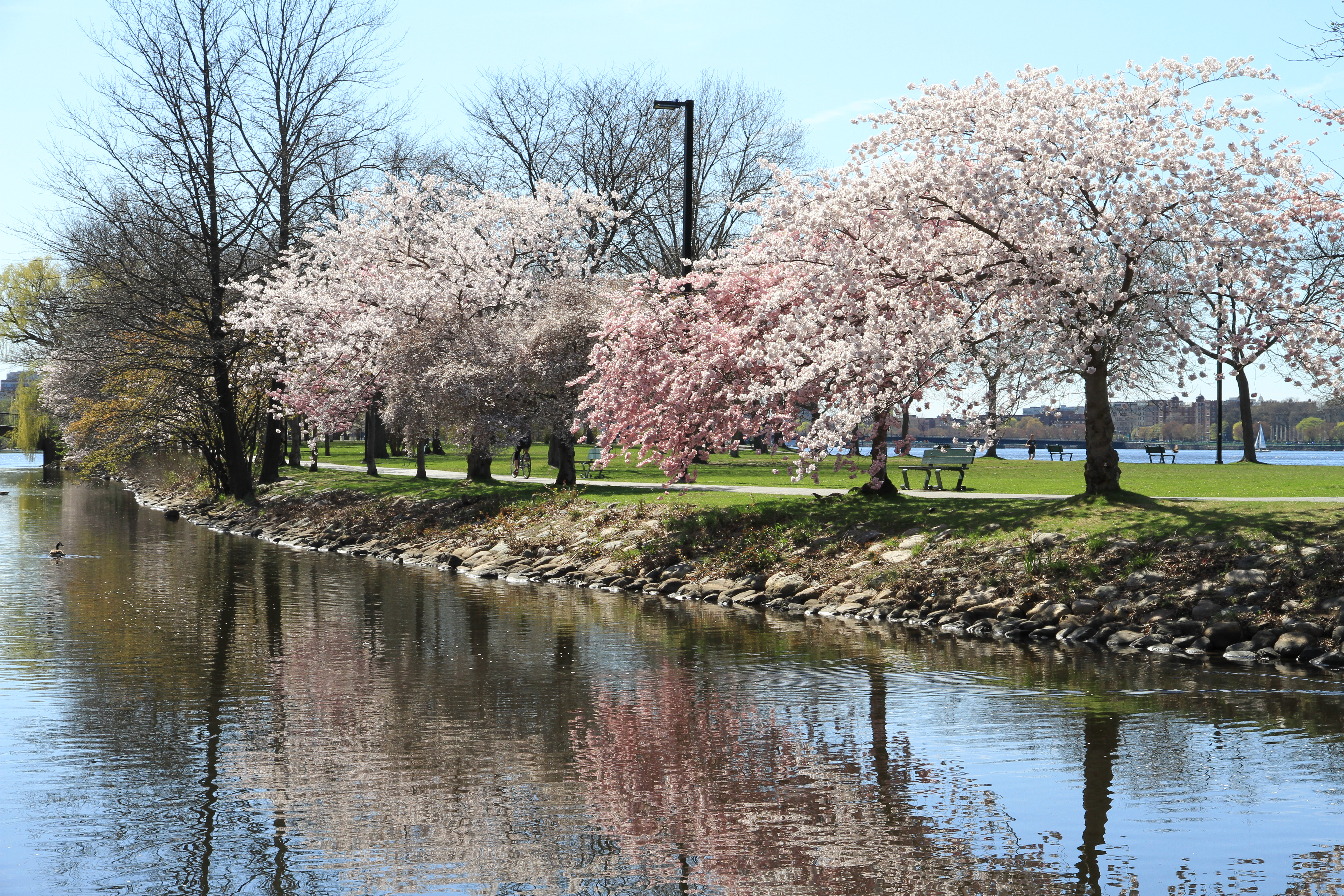
Explanada del Río Charles